# Syzygium formosanum
Syzygium formosanum är en myrtenväxtart som först beskrevs av Bunzo Hayata, och fick sitt nu gällande namn av Mori. Syzygium formosanum ingår i släktet Syzygium och familjen myrtenväxter. IUCN kategoriserar arten globalt som starkt hotad.
Artens utbredningsområde är Taiwan. Inga underarter finns listade i Catalogue of Life.

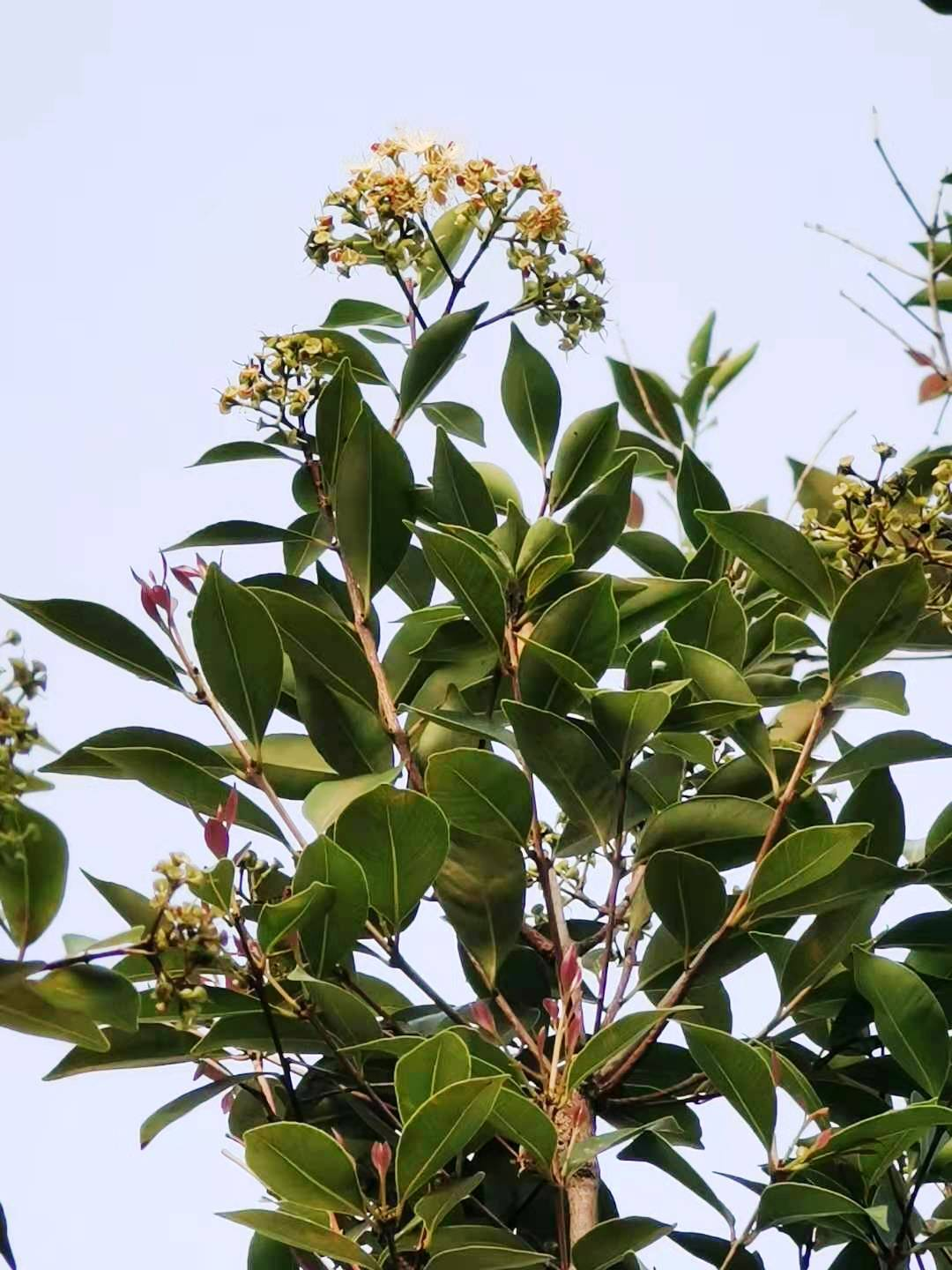
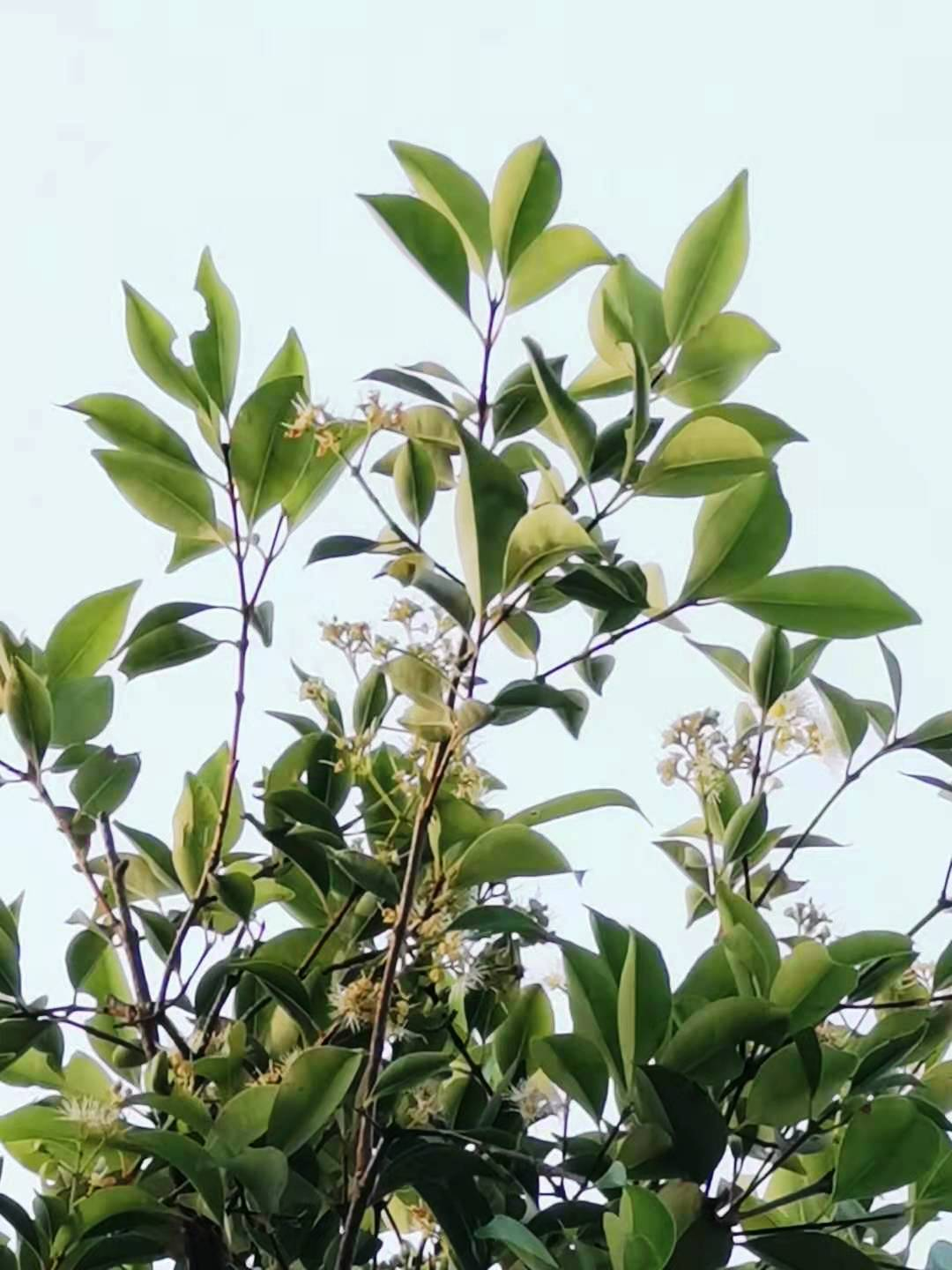
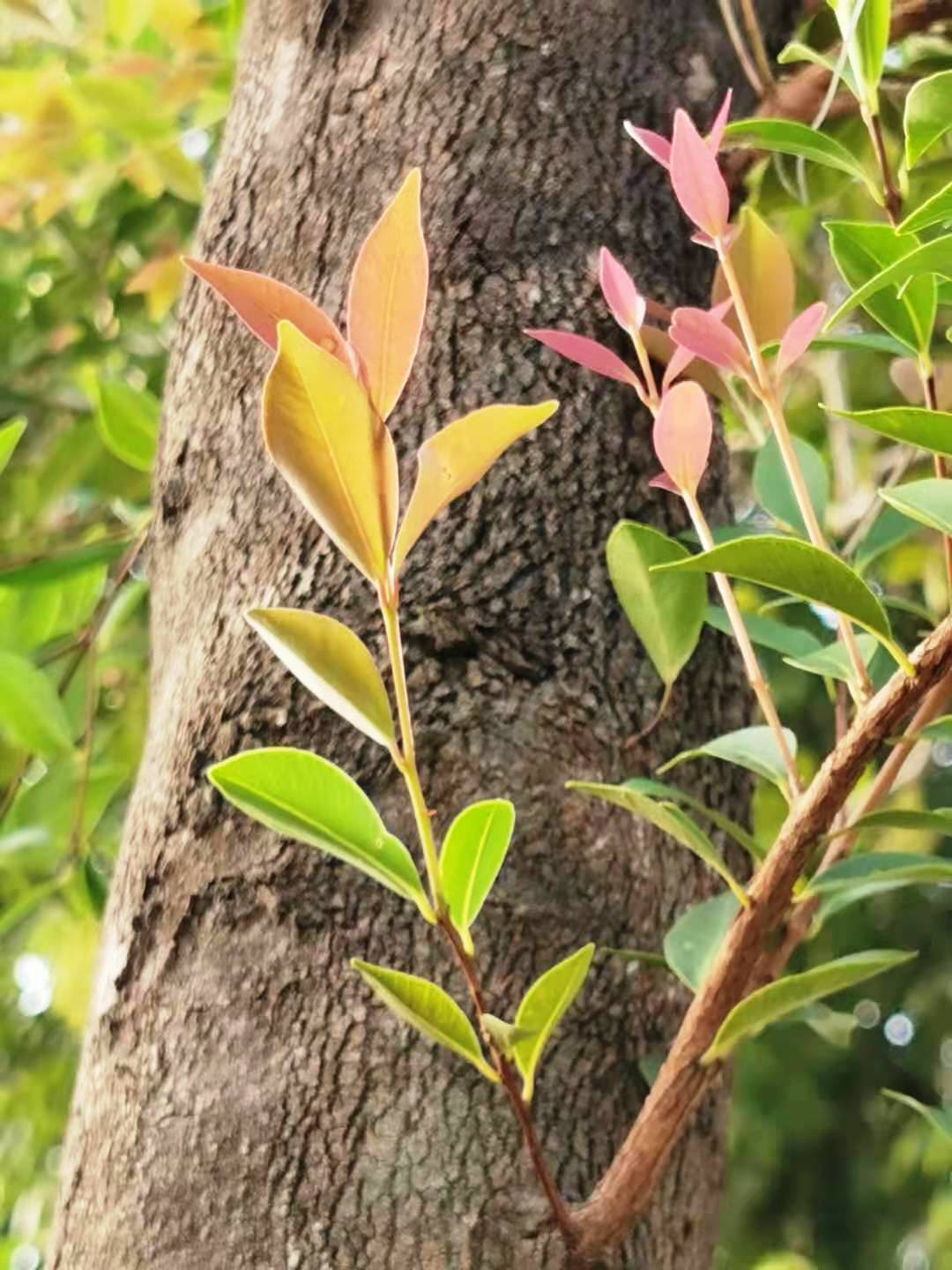
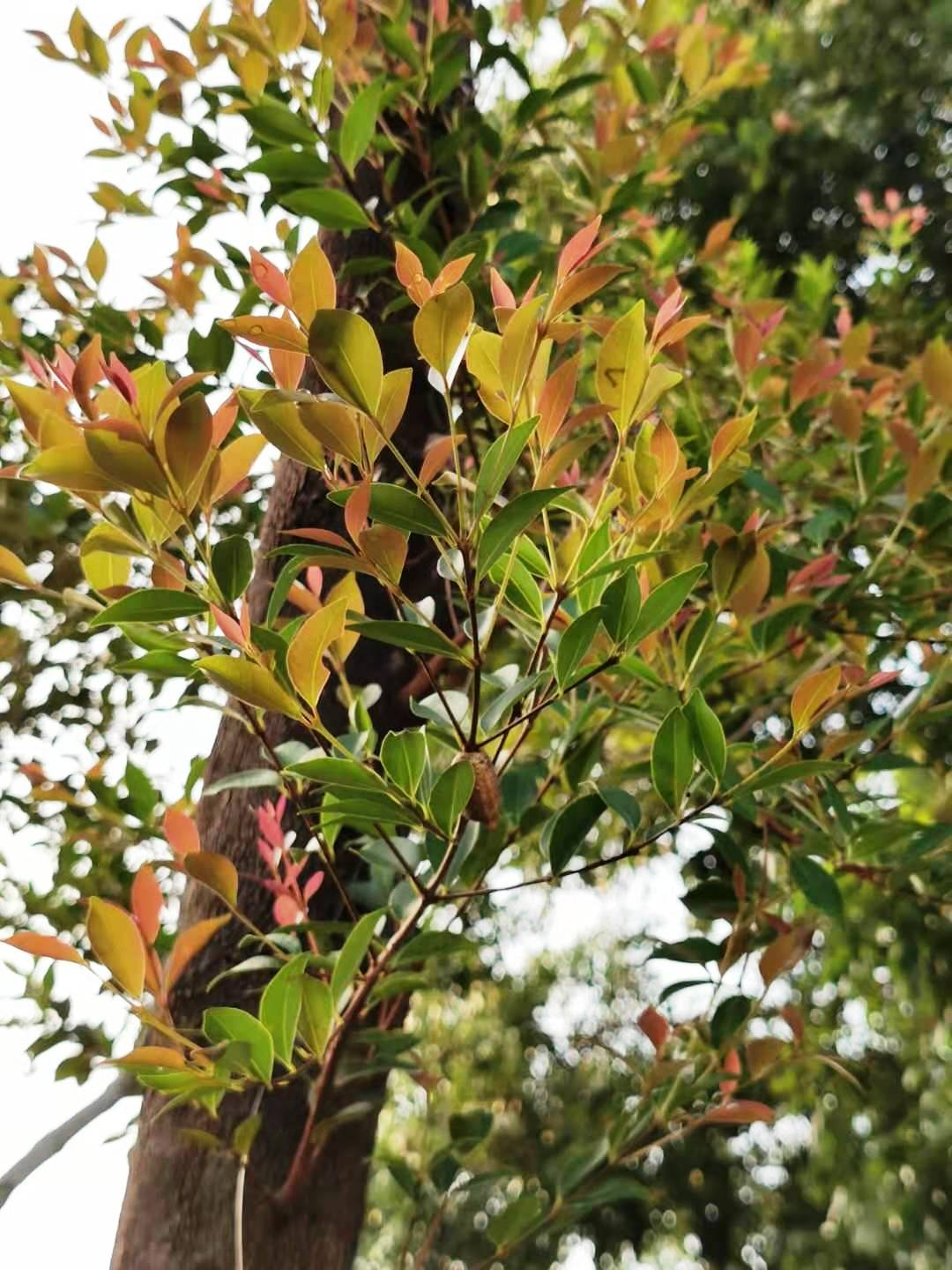
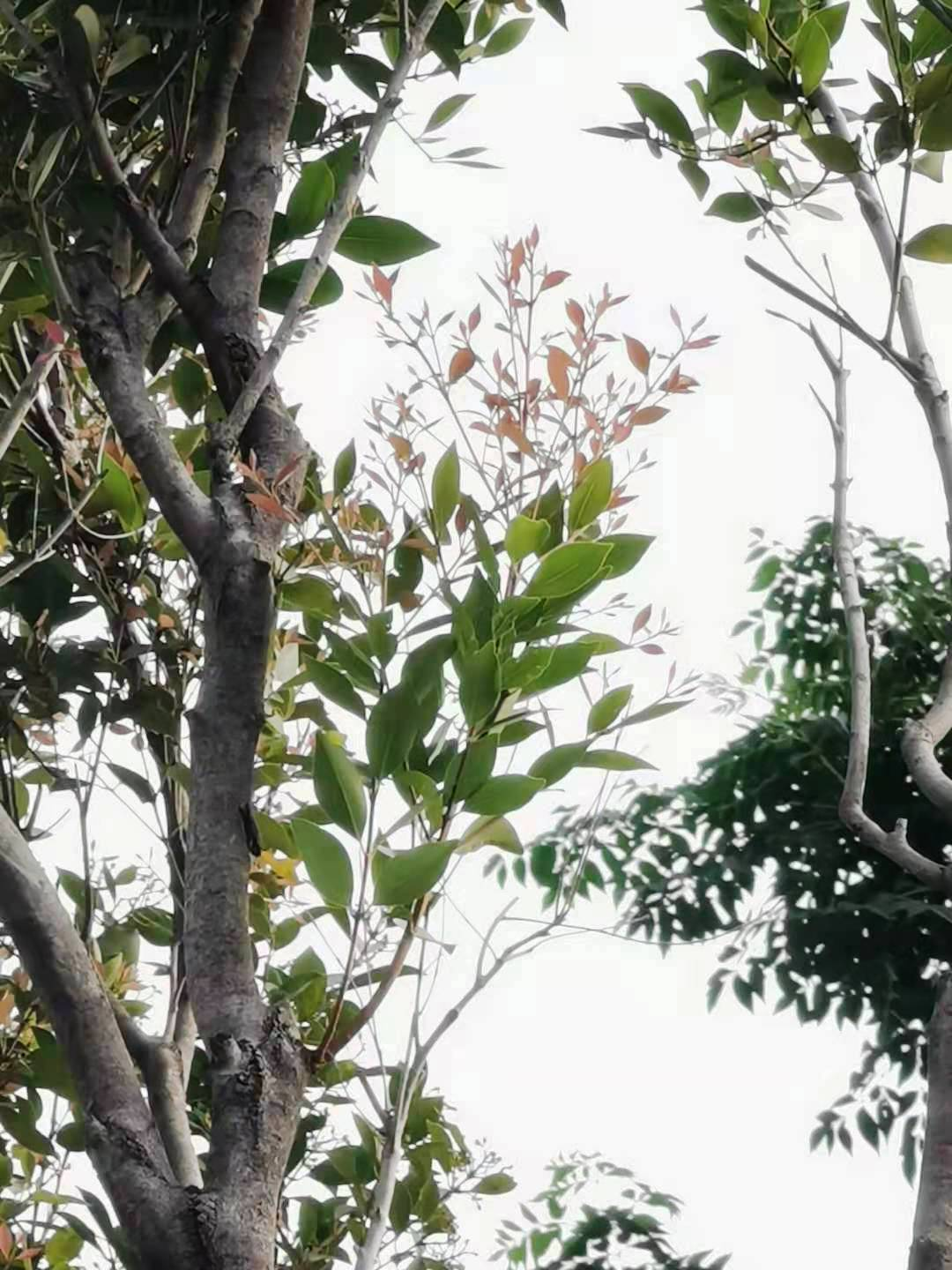
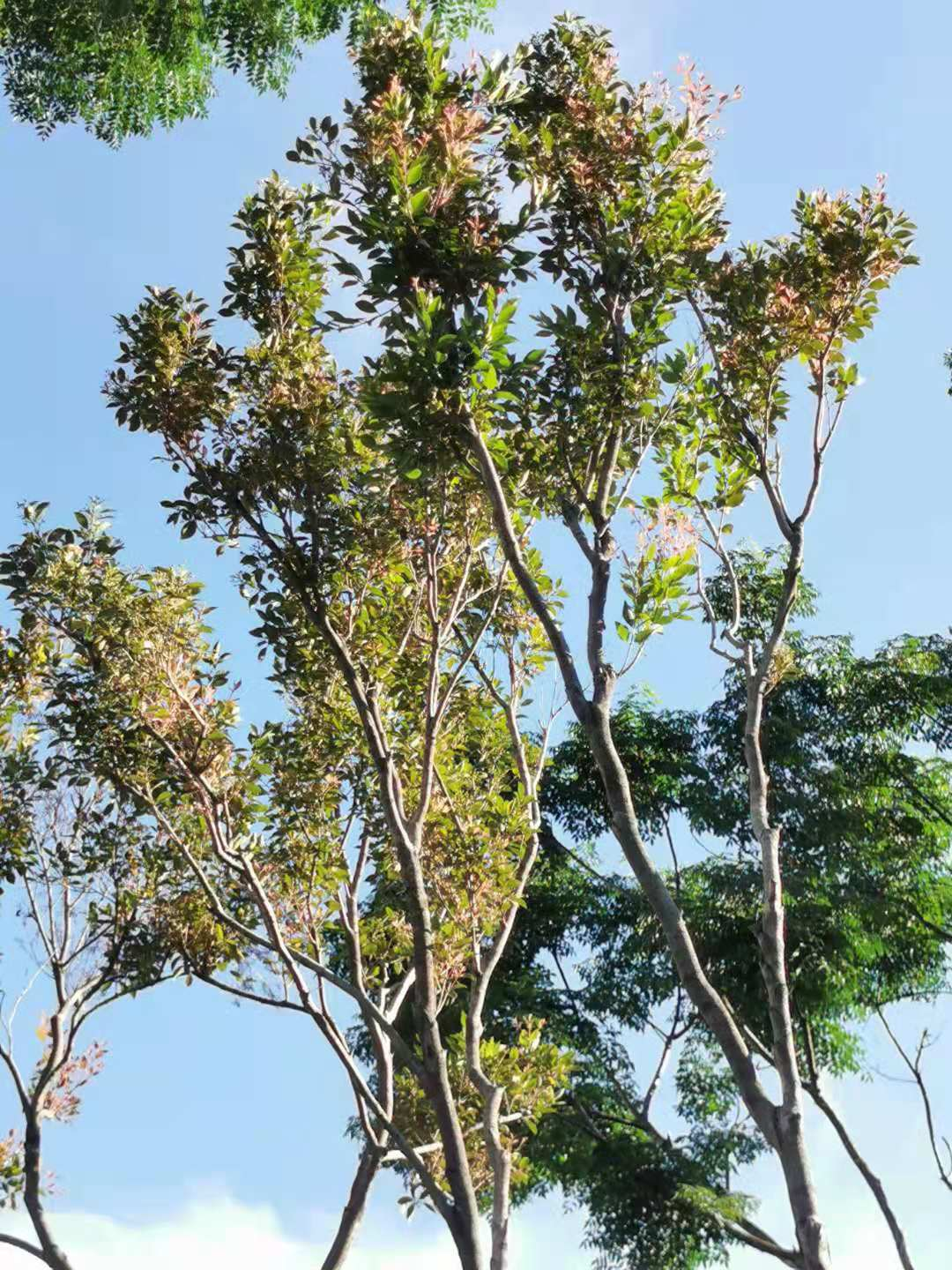